# Кенија на Светском првенству у атлетици у дворани 2014.
Кенија је учествовала на Светском првенству у атлетици у дворани 2014. одржаном у Сопоту од 7. до 9. марта петнаести пут, односно на свим првенствима до данас. Кенија је пријавила осам такмичара (5 мушкарца и 3 жене) али у трци на 1.500 за жене није било њихове такмичарке тако да је репрезентацију представљало 7 такмичара (5 мушкарца и 2 жене), који су се такмичили у три дисциплине.,
На овом првенству Кенија је по броју освојених медаља заузела 10. место са две освојене медаље (златна и сребрна). Поред тога изједначен је један национални рекорд, остварен један лични и три рекорда сезоне. У табели успешности према броју и пласману такмичара који су учествовали у финалним такмичењима (првих 8 такмичара) Кенија је са 4 учесника у финалу заузела 13. место са 21 бодом.
| Плас. | Земља  | 1. место | 2. место | 3. место | 4. место | 5. место | 6. место | 7. место | 8. место | Бр. финал. | Бод. |
| ----- | ------ | -------- | -------- | -------- | -------- | -------- | -------- | -------- | -------- | ---------- | ---- |
| 13.   | Кенија | 1        | 1        | 0        | 1        | 0        | 0        | 0        | 1        | 6          | 21   |

## Учесници
| Мушкарци: - Jeremiah Kipkorir Mutai — 800 м - Силас Киплагат — 1.500 м - Бетвел Бирген — 1.500 м - Калеб Мванганги Ндику — 3.000 м - Огастин Кипроно Чоге — 3.000 м | Жене: - Хелен Онсандо Обири — 3.000 м - Ајрин Џелагат — 3.000 м |  |

## Освајачи медаља (2)

### Злато (1)
- Калеб Мванганги Ндику — 3.000 м

### Сребро (1)
- Хелен Онсандо Обири — 3.000 м

## Резултати

### Мушкарци
| Атлетичар               | Дисциплина | Лични рекорд | Квалификације | Квалификације | Финале                | Финале       | Детаљи |
| Атлетичар               | Дисциплина | Лични рекорд | Резултат      | Место         | Резултат              | Место        | Детаљи |
| ----------------------- | ---------- | ------------ | ------------- | ------------- | --------------------- | ------------ | ------ |
| Jeremiah Kipkorir Mutai | 800 м      | 1:46,77      | 1:47,41       | 3. у гр. 3    | Нису се квалификовали | 10 / 17 (19) |        |
| Силас Киплагат          | 1.500 м    | 3:35,26      | 3:39,70       | 3. у гр. 2    | Нису се квалификовали | 9 / 22 (23)  |        |
| Бетвел Бирген           | 1.500 м    | 3:34,65      | 3:38,56 кв    | 4. у гр. 3    | 3:40,66               | 8 / 22 (23)  |        |
| Калеб Мванганги Ндику   | 3.000 м    | 7:31,66      | 7:42,75 КВ    | 1. у гр. 2    | 7:54,94               |              |        |
| Огастин Кипроно Чоге    | 3.000 м    | 7:28,00      | 7:44,85 КВ    | 1. у гр. 1    | 7:57,46               | 9 / 19 (20)  |        |

### Жене
| Атлетичарка         | Дисциплина | Лични рекорд | Квалификације | Квалификације | Финале   | Финале | Детаљи |
| Атлетичарка         | Дисциплина | Лични рекорд | Резултат      | Место         | Резултат | Место  | Детаљи |
| ------------------- | ---------- | ------------ | ------------- | ------------- | -------- | ------ | ------ |
| Хелен Онсандо Обири | 3.000 м    | 8:29,99 НР   | 8:53,31 КВ    | 2. у гр. 2    | 8:55,04  |        |        |
| Ајрин Џелагат       | 3.000 м    | 8:40,75      | 8:58,97 кв    | 5. у гр. 1    | 9:02,67  | 4 / 15 |        |